# Governo della Regione di Bruxelles-Capitale
Il Governo della Regione di Bruxelles-Capitale (in francese: Gouvernement de la Région de Bruxelles-Capitale, in olandese: Brusselse Hoofdstedelijke Regering) è l'organo esecutivo della Regione di Bruxelles-Capitale e definisce le procedure per l'attuazione delle leggi stabilite dal Parlamento della Regione di Bruxelles-Capitale.
È composto da un ministro-presidente e da 4 ministri (2 francofoni e 2 neerlandofoni).
Secondo l'articolo 41, secondo comma, dell'atto speciale del 12 gennaio 1989 sulle istituzioni di Bruxelles, i 3 segretari di Stato (di cui almeno uno di lingua olandese) non fanno parte del governo in quanto tale, ma possono partecipare alle riunioni.

## Composizione
| Legislatura    | Governo                | Mandato                           | Coalizione         | Coalizione            |
| Legislatura    | Governo                | Mandato                           | Partiti francofoni | Partiti neerlandofoni |
| -------------- | ---------------------- | --------------------------------- | ------------------ | --------------------- |
| 1ª Legislatura | Governo Picqué I       | 12 luglio 1989 - 22 giugno 1995   | PS PSC FDF         | CVP SP VU             |
| 2ª Legislatura | Gouvernement Picqué II | 22 giugno 1995 - 15 luglio 1999   | PS PRL-FDF         | CVP SP VU             |
| 3ª Legislatura | Governo Simonet I      | 15 luglio 1999 - 18 ottobre 2000  | PRL-FDF PS         | CVP VLD SP            |
| 3ª Legislatura | Governo de Donnea      | 18 octobre 2000 - 6 giugno 2003   | PRL-FDF PS         | CVP VLD SP            |
| 3ª Legislatura | Governo Ducarme        | 6 giugno 2003 - 18 febbraio 2004  | MR (PRL FDF) PS    | CVP VLD SP            |
| 3ª Legislatura | Governo Simonet II     | 18 febbraio 2004 - 13 luglio 2004 | MR (PRL FDF) PS    | CD&V VLD sp.a         |
| 4ª Legislatura | Governo Picqué III     | 13 luglio 2004 - 15 luglio 2009   | PS cdH Ecolo       | VLD sp.a CD&V         |
| 5ª Legislatura | Governo Picqué IV      | 15 luglio 2009 - 7 maggio 2013    | PS Ecolo cdH       | OpenVLD CD&V Groen    |
| 5ª Legislatura | Governo Vervoort I     | 7 maggio 2013 - 20 luglio 2014    | PS Ecolo cdH       | OpenVLD CD&V Groen    |
| 6ª Legislatura | Governo Vervoort II    | 20 luglio 2014 - oggi             | PS DéFI cdH        | OpenVLD sp.a CD&V     |